# NHL plus/minus Award
De NHL plus/minus Award wordt jaarlijks gegeven aan de speler met het hoogste plus/minus in de National Hockey League. Alleen de statistieken in de reguliere competitie worden meegeteld, de play-offs niet. De plus/minus Award is de enige trofee in de NHL die gesponsord wordt, het heeft door de jaren heen al verschillende namen gekend. Hij wordt sinds 1983 uitgereikt en Wayne Gretzky heeft hem de meeste keren gewonnen, namelijk drie keer, maar in 1982 had Gretzky ook het hoogste plus/minus.

## Winnaars
- 2013 - Pascal Dupuis, Pittsburgh Penguins
- 2012 - Patrice Bergeron, Boston Bruins
- 2011 - Zdeno Chara, Boston Bruins
- 2010 - Jeff Schultz, Washington Capitals
- 2009 - David Krejci, Boston Bruins
- 2008 - Pavel Datsyuk, Detroit Red Wings
- 2007 - Thomas Vanek, Buffalo Sabres
- 2006 - Wade Redden, Ottawa Senators en Michal Rozsival, New York Rangers
- 2005 - Geen winnaar door de staking
- 2004 - Martin St. Louis, Tampa Bay Lightning en Marek Malik, Vancouver Canucks
- 2003 - Peter Forsberg & Milan Hejduk, Colorado Avalanche
- 2002 - Chris Chelios, Detroit Red Wings
- 2001 - Joe Sakic, Colorado Avalanche en Patrik Elias, New Jersey Devils
- 2000 - Chris Pronger, St. Louis Blues
- 1999 - John LeClair, Philadelphia Flyers
- 1998 - Chris Pronger, St. Louis Blues
- 1997 - John LeClair, Philadelphia Flyers
- 1996 - Vladimir Konstantinov, Detroit Red Wings
- 1995 - Ron Francis, Pittsburgh Penguins
- 1994 - Scott Stevens, New Jersey Devils
- 1993 - Mario Lemieux, Pittsburgh Penguins

Eastern Conference
Western Conference
Stanley Cup · Clarence S. Campbell Bowl · Prince of Wales Trophy · Presidents' Trophy · Hart Memorial Trophy · Lester B. Pearson Award · Conn Smythe Trophy · Art Ross Memorial Trophy · Maurice Richard Trophy · Calder Memorial Trophy · James Norris Memorial Trophy · Frank J. Selke Trophy · NHL plus/minus Award · Bill Masterton Memorial Trophy · Lady Byng Memorial Trophy · King Clancy Memorial Trophy · Mark Messier Leadership Award · Vezina Trophy · Roger Crozier Saving Grace Award · William M. Jennings Trophy · Jack Adams Award · Lester Patrick Trophy